# Zoltán Mechlovits
Zoltán Mechlovits (ur. 1891 w Budapeszcie, zm. 25 marca 1951 tamże) – węgierski tenisista stołowy, sześciokrotny mistrz świata.
Jedenastokrotnie zdobywał medale mistrzostw świata. Był dwukrotnie mistrzem świata w grze podwójnej, trzykrotnie drużynowo, raz indywidualnie w 1928 roku w Sztokholmie. Podczas tych zawodów zdobył jeszcze dwa tytuły: w grze mieszanej i zespołowo.
W latach 1910–1928 był 11-krotnym mistrzem Węgier (czterokrotnie w grze pojedynczej - 1911, 1925, 1926 i 1928).